# Ruská hokejová reprezentace
Ruská reprezentace ledního hokeje, rusky Сборная России по хоккею с шайбой, je jedním z nejúspěšnějších a nejtradičnějších národních týmů v historii ledního hokeje. Jde o nástupnickou reprezentaci sovětské hokejové reprezentace. Největším úspěchem byl zisk pěti titulů mistrů světa a zisk stříbrné medaile na zimních olympijských hrách v roce 1998. Na Zimních olympijských hrách v roce 2014 se ruské národní hokejové mužstvo umístilo na 5. místě, na  Mistrovství světa konaném v roce 2019 na Slovensku se ruská sborná umístila na 3. pozici, když v boji o bronzovou medaili porazila českou hokejovou reprezentaci na samostatné nájezdy. Od roku 2022 minimálně do roku 2026 je reprezentace spolu s Běloruskou hokejovou reprezentaci dočasně neaktivní v soutěžích IIHF – vyloučena rozhodnutím IIHF, kvůli ruské invazi na Ukrajinu.

## Historické výsledky

### Rusko – zimní olympijské hry
| ZOH        | Místo ZOH                 | Umístění         | Soupisky | Trenér                                                     |
| ---------- | ------------------------- | ---------------- | -------- | ---------------------------------------------------------- |
| ZOH – 1994 | Norsko Lillehammer        | 4. místo         | Soupiska | Viktor Tichonov, Igor Dmitrijev                            |
| ZOH – 1998 | Japonsko Nagano           | Stříbrná medaile | Soupiska | Vladimir Jurzinov, Zinetula Biljaletdinov a Pjotr Vorobjov |
| ZOH – 2002 | USA Salt Lake City        | Bronzová medaile | Soupiska | Vjačeslav Fetisov, Vladimir Jurzinov a Vladislav Treťjak   |
| ZOH – 2006 | Itálie Turín              | 4. místo         | Soupiska | Vladimir Krikunov                                          |
| ZOH – 2010 | Kanada Vancouver          | 6. místo         | Soupiska | Vjačeslav Bykov, Igor Zacharkin                            |
| ZOH – 2014 | Rusko Soči                | 5. místo         | Soupiska | Zinetula Biljaletdinov                                     |
| ZOH – 2018 | Jižní Korea Pchjongčchang | *                | Soupiska | Oļegs Znaroks                                              |
| ZOH – 2022 | Čína Peking               | **               | Soupiska | Alexej Žamnov                                              |

* – ZOH 2018 se zástupci Ruska účastnili pod neutrální vlajkou  OAR (Olympijský sportovec z Ruska) a úspěch se tedy nepřičítá Rusku jako státu.

** – ZOH 2022 se zástupci Ruska účastnili pod vlajkou  ROC (Ruský olympijský výbor) a úspěch se tedy nepřičítá Rusku jako státu.

## Mistrovství světa
| MS        | Místo turnaje                                  | Umístění                                                   | Soupisky                                                   | Trenér                                                                              | Soupiska na eliteprospects                                 |
| --------- | ---------------------------------------------- | ---------------------------------------------------------- | ---------------------------------------------------------- | ----------------------------------------------------------------------------------- | ---------------------------------------------------------- |
| MS – 1992 | ČSFR (Praha, Bratislava)                       | 5. místo                                                   | Soupiska                                                   | Viktor Tichonov                                                                     | Zde                                                        |
| MS – 1993 | SRN (Dortmund, Mnichov)                        | Zlatá medaile                                              | Soupiska                                                   | Boris Michajlov                                                                     | Zde                                                        |
| MS – 1994 | Itálie (Canezei, Bolzano, Milán)               | 5. místo                                                   | Soupiska                                                   | Boris Michajlov                                                                     | Zde                                                        |
| MS – 1995 | Švédsko (Stockholm, Gävle)                     | 5. místo                                                   | Soupiska                                                   | Boris Michajlov                                                                     | Zde                                                        |
| MS – 1996 | Rakousko (Vídeň)                               | 4. místo                                                   | Soupiska                                                   | Vladimir Vasiljev, Gennadij Cygurov, Viktor Tichonov                                | Zde                                                        |
| MS – 1997 | Finsko (Helsinky, Turku, Tampere)              | 4. místo                                                   | Soupiska                                                   | Igor Dmitrijev, Boris Michajlov a Igor Tuzik                                        | Zde                                                        |
| MS – 1998 | Švýcarsko (Curych, Basilej)                    | 5. místo                                                   | Soupiska                                                   | Vladimir Jurzinov                                                                   | Zde                                                        |
| MS – 1999 | Norsko (Hamar, Lillehammer, Oslo)              | 5. místo                                                   | Soupiska                                                   | Alexandr Jakušev                                                                    | Zde                                                        |
| MS – 2000 | Rusko (Petrohrad)                              | 11. místo                                                  | Soupiska                                                   | Alexandr Jakušev, Zinetula Biljaletdinov a Vladislav Treťjak                        | Zde                                                        |
| MS – 2001 | Německo (Norimberk, Kolín nad Rýnem, Hannover) | 6. místo                                                   | Soupiska                                                   | Boris Michajlov, Valerij Bělousov a Vladimir Krikunov                               | Zde                                                        |
| MS – 2002 | Švédsko (Göteborg, Jönköping, Karlstad)        | Stříbrná medaile                                           | Soupiska                                                   | Boris Michajlov, Valerij Bělousov a Vladimir Krikunov                               | Zde                                                        |
| MS – 2003 | Finsko (Helsinky, Turku, Tampere)              | 7. místo                                                   | Soupiska                                                   | Vladimir Pljuščev, Nikolaj Tolstikov, Alexandr Jakušev                              | Zde                                                        |
| MS – 2004 | Česko (Praha, Ostrava)                         | 10. místo                                                  | Soupiska                                                   | Viktor Tichonov, Vladimir Jurzinov, Valerij Bělousov                                | Zde                                                        |
| MS – 2005 | Rakousko (Vídeň, Innsbruck)                    | Bronzová medaile                                           | Soupiska                                                   | Vladimir Krikunov, Vladimir Jurzinov, Boris Michajlov                               | Zde                                                        |
| MS – 2006 | Lotyšsko (Riga)                                | 5. místo                                                   | Soupiska                                                   | Vladimir Krikunov, Vladimir Jurzinov, Boris Michajlov                               | Zde                                                        |
| MS – 2007 | Rusko (Moskva, Mytišči)                        | Bronzová medaile                                           | Soupiska                                                   | Vjačeslav Bykov, Igor Zacharin, Sergej Němčinov                                     | Zde                                                        |
| MS – 2008 | Kanada (Québec, Halifax)                       | Zlatá medaile                                              | Soupiska                                                   | Vjačeslav Bykov                                                                     | Zde                                                        |
| MS – 2009 | Švýcarsko (Bern, Kloten)                       | Zlatá medaile                                              | Soupiska                                                   | Vjačeslav Bykov, Igor Zacharin                                                      | Zde                                                        |
| MS – 2010 | Německo (Kolín nad Rýnem a Mannheim)           | Stříbrná medaile                                           | Soupiska                                                   | Vjačeslav Bykov                                                                     | Zde                                                        |
| MS – 2011 | Slovensko (Bratislava a Košice)                | 4. místo                                                   | Soupiska                                                   | Vjačeslav Bykov                                                                     | Zde                                                        |
| MS – 2012 | Finsko a Švédsko (Helsinky, Stockholm)         | Zlatá medaile                                              | Soupiska                                                   | Zinetula Biljaletdinov                                                              | Zde                                                        |
| MS – 2013 | Švédsko a Finsko (Stockholm, Helsinky)         | 6. místo                                                   | Soupiska                                                   | Zinetula Biljaletdinov                                                              | Zde                                                        |
| MS – 2014 | Bělorusko (Minsk)                              | Zlatá medaile                                              | Soupiska                                                   | Oļegs Znaroks, Oleg Kuprijanov a Harijs Vītoliņš                                    | Zde                                                        |
| MS – 2015 | Česko (Praha, Ostrava)                         | Stříbrná medaile                                           | Soupiska                                                   | Oļegs Znaroks, Igor Nikitin, Oleg Kuprijanov a Harijs Vītoliņš                      | Zde                                                        |
| MS – 2016 | Rusko (Moskva, Petrohrad)                      | Bronzová medaile                                           | Soupiska                                                   | Oļegs Znaroks, Harijs Vītoliņš                                                      | Zde                                                        |
| MS – 2017 | Německo (Kolín nad Rýnem) a Francie (Paříž)    | Bronzová medaile                                           | Soupiska                                                   | Oļegs Znaroks, Rašit Davydov, Ilja Vorobjov, Igor Nikitin, Harijs Vītoliņš          | Zde                                                        |
| MS – 2018 | Dánsko (Kodaň, Herning)                        | 6. místo                                                   | Soupiska                                                   | Ilja Vorobjov , Rašit Davydov, Igor Nikitin, Harijs Vītoliņš                        | Zde                                                        |
| MS – 2019 | Slovensko (Bratislava, Košice)                 | Bronzová medaile                                           | Soupiska                                                   | Ilja Vorobjov, Alexej Kudašov, Alexej Žamnov, Rašit Davydov, Anvar Gatijatulin      | Zde                                                        |
| MS – 2020 | Švýcarsko (Curych, Lausanne)                   | Zrušeno kvůli pandemii covidu-19                           | Zrušeno kvůli pandemii covidu-19                           | Zrušeno kvůli pandemii covidu-19                                                    | Zrušeno kvůli pandemii covidu-19                           |
| MS – 2021 | Lotyšsko (Riga)                                | 5. místo                                                   | Soupiska                                                   | Valerij Bragin, Albert Lešjov, Stefan Persson, Konstantin Šafranov, Alexander Titov | Zde                                                        |
| MS – 2022 | Finsko (Helsinky a Tampere)                    | Vyloučeno rozhodnutím IIHF, kvůli ruské invazi na Ukrajinu | Vyloučeno rozhodnutím IIHF, kvůli ruské invazi na Ukrajinu | Vyloučeno rozhodnutím IIHF, kvůli ruské invazi na Ukrajinu                          | Vyloučeno rozhodnutím IIHF, kvůli ruské invazi na Ukrajinu |
| MS – 2023 | Lotyšsko (Riga) a Finsko (Tampere)             | Vyloučeno rozhodnutím IIHF, kvůli ruské invazi na Ukrajinu | Vyloučeno rozhodnutím IIHF, kvůli ruské invazi na Ukrajinu | Vyloučeno rozhodnutím IIHF, kvůli ruské invazi na Ukrajinu                          | Vyloučeno rozhodnutím IIHF, kvůli ruské invazi na Ukrajinu |
| MS – 2024 | Česko (Praha, Ostrava)                         | Vyloučeno rozhodnutím IIHF, kvůli ruské invazi na Ukrajinu | Vyloučeno rozhodnutím IIHF, kvůli ruské invazi na Ukrajinu | Vyloučeno rozhodnutím IIHF, kvůli ruské invazi na Ukrajinu                          | Vyloučeno rozhodnutím IIHF, kvůli ruské invazi na Ukrajinu |
| MS – 2025 | Švédsko (Stockholm) a Dánsko (Herning)         | Vyloučeno rozhodnutím IIHF, kvůli ruské invazi na Ukrajinu | Vyloučeno rozhodnutím IIHF, kvůli ruské invazi na Ukrajinu | Vyloučeno rozhodnutím IIHF, kvůli ruské invazi na Ukrajinu                          | Vyloučeno rozhodnutím IIHF, kvůli ruské invazi na Ukrajinu |
| MS – 2026 | Švýcarsko (Curych, Fribourg)                   | Vyloučeno rozhodnutím IIHF, kvůli ruské invazi na Ukrajinu | Vyloučeno rozhodnutím IIHF, kvůli ruské invazi na Ukrajinu | Vyloučeno rozhodnutím IIHF, kvůli ruské invazi na Ukrajinu                          | Vyloučeno rozhodnutím IIHF, kvůli ruské invazi na Ukrajinu |

## Světový pohár
| Rok       | Místa turnaje                                                                                           | Umístění |
| --------- | --- | -------- |
| SP – 1996 | Stockholm, Helsinky, Praha, Garmisch-Partenkirchen, Ottawa, Philadelphia, Montreal, Vancouver, New York | 4. místo |
| SP – 2004 | Helsinky, Stockholm, Montreal, Kolín nad Rýnem, Saint Paul, Praha, Toronto                              | 6. místo |
| SP – 2016 | Petrohrad, Praha, Pittsburgh, Toronto                                                                   | 4. místo |

## Galerie dresů reprezentace
| ZOH 1994 | MS 1996 | SP 1996 | MS 1997 | MS 1998 |
|          |         |         |         |         |

| ZOH 1998 a MS 1999 | MS 2000 | MS 2001–2004 | SP 2004 | SP 2016 |
|                    |         |              |         |         |

| ZOH 2018 | MS 2018 | MS 2021 | ZOH 2022 |
|          |         |         |          |